# Ömer Tokat
Ömer Tokat (* 1917 in Skopje; † 24. Februar 1942 in Ankara) war ein jugoslawisch-türkischer Student. Er wurde bekannt aufgrund des von ihm durchgeführten, aber erfolglosen Attentates auf den deutschen Botschafter in der Türkei, Franz von Papen, im Februar 1942, bei dem er selbst ums Leben kam.

## Leben
Ömer Tokat war der Sohn eines jugoslawischen Lehrers. Als Schüler entwickelte er Sympathien für den Kommunismus und schloss sich der kommunistischen Untergrundbewegung in Jugoslawien an. Im Oktober 1940 ging er zum Studieren in die Türkei, wo er sich an der Juristischen Fakultät der Universität Istanbul immatrikulierte. Zur selben Zeit ließ er sich als türkischer Staatsbürger naturalisieren.
Nach nicht mit letzter Sicherheit bewiesenen Behauptungen, die in einem Prozess der türkischen Behörden gegen die mutmaßlichen Hintermänner des von Tokat verübten Attentates vom Februar 1942 aufgestellt wurden, wurde Tokat 1941 zusammen mit zwei weiteren jugoslawischen Einwanderern von Mitarbeitern des sowjetischen Konsulates in Ankara als Attentäter rekrutiert und heimlich im Umgang mit Schusswaffen und Sprengstoff geschult.

## Attentat im Februar 1942
Am 24. Februar 1942 lauerte Tokat von Papen auf, um das Attentat auszuführen: Wie jeden Morgen spazierte von Papen an diesem Tag zusammen mit seiner Ehefrau von seiner Privatwohnung zum Gebäude der deutschen Botschaft, das am Boulevard Atatürk lag. Als das Ehepaar von Papen in den Boulevard Atatürk einbog, heftete sich Tokat an deren Fersen. Kurze Zeit später kam es zu einer schweren Explosion, bei der Tokat in Stücke gerissen wurde, während das einige Meter vor ihm gehende Diplomatenehepaar lediglich durch die Druckwelle der Explosion zu Boden gerissen worden ist. Die Eheleute trugen ansonsten nur leichte Verletzungen davon (von Papen erlitt ein geplatztes Trommelfell auf einem Ohr). Spätere Untersuchungen ergaben, dass Tokat von seinem eigenen Sprengsatz, als er diesen präparierte, um ihn auf den Diplomaten zu werfen, getötet worden war.

## Die Frage nach den Hintermännern des Attentates
Es ist bis heute nicht mit letzter Gewissheit geklärt, wer hinter dem von Tokat ausgeführten Attentat stand. Joachim Petzold schrieb in seiner 1995 erschienenen von Papen-Biographie hierzu, dass eine Täterschaft des sowjetischen Geheimdienstes am wahrscheinlichsten erscheine, wenngleich "der direkte Nachweis vorläufig [aufgrund der Unzugänglichkeit der einschlägigen Archive] kaum zu erwarten" sei. Immerhin scheine man in Moskau über die Versuche des Botschafters „zur Sprengung des alliierten Bündnisses beizutragen“ und eine antisowjetische Front zustande zu bringen „sehr ernst“ genommen zu haben. Eine Verantwortung der Sowjets wurde auch von Papen selbst, von den türkischen Behörden sowie von zumindest Teilen der deutschen Staatsführung (vgl. die Tagebücher von Joseph Goebbels) angenommen. Hitler selbst soll – sofern man Papen glauben darf – noch im August 1944, bei der letzten Begegnung beider Männer, als Hitler Papen das Ritterkreuz zum Kriegsverdienstkreuz für seine Leistungen in der Türkei verlieh, davon gesprochen haben, dass Papen dort „auch an der Kriegsfront“ gestanden habe, dies beweise schon „das russische Attentat auf Ihr Leben“. Die zeitgenössische deutsche Presse verdächtigte zunächst für kurze Zeit den britischen Secret Service der Verantwortung für den Anschlag, ging dann aber dazu über den sowjetischen Geheimdienst GPU der Urheberschaft des Anschlages zu bezichtigen.
Eine andere Theorie, die insbesondere während des Zweiten Weltkriegs selbst in der Presse der alliierten Staaten verbreitet wurde, nahm demgegenüber die Position ein, dass es sich bei dem Anschlag um ein fingiertes Attentat gehandelt habe, das von deutscher Seite – mit oder ohne Wissen von Papens sowie mit den Varianten, dass Papen getötet werden sollte bzw. dass eine Lebensgefahr nur vorgetäuscht, ihm tatsächlich aber nichts geschehen sollte – zu dem Zweck inszeniert worden sei, als Anlass zu dienen, um die türkische Regierung unter Druck zu setzen, einen schärferen Kurs gegen die Sowjetunion einzuschlagen. Zu diesem Zweck hätten die deutschen Organisatoren des Anschlags diesen gezielt in einer solchen Weise aufgezogen, das sie eine Strippenzieherrolle der Sowjetunion vortäuschten (false flag operation) um diese in den Augen der Türken in ein schlechtes Licht zu rücken. Hierzu ist festzustellen, dass zumindest die Variante, dass von Papen bei dem Anschlag nichts geschehen sollte, wenig wahrscheinlich erscheint, da ein Schein-Attentäter hierzu genau instruiert hätte werden müssen, seinen Angriff auf eine solche Weise zu verüben, dass Gewähr dafür bestand, dass der Angriff authentisch wirken, dem Opfer selbst aber nichts passieren würde: Eine derart souveräne Beherrschung der Situation während des Attentates oder Schein-Attentates durch Tokat kann angesichts der Tatsache, dass dieser sich selbst in die Luft sprengte, jedoch mit großer Sicherheit ausgeschlossen werden. Auch die Variante, dass Tokat sich nach dem Willen seiner Hintermänner bei seinem Angriff unabsichtlich selbst töten sollte (indem man ihn über die Funktionsweise des Sprengmechanismus falsch informierte), um einen beeindruckenden Vorfall zu schaffen, während Papen hierbei nichts geschehen sollte, wird in der Literatur in der Regel mit der Begründung verworfen, dass ein unbewusster Selbstmordattentäter Tokat bei der praktischen Durchführung seines Angriffs (wenn der dachte von Papen tatsächlich töten zu sollen) oder Schein-Angriffs (wenn er wusste, dass er ihn nicht töten sollte) für seine Auftraggeber nicht mehr derart präzise steuerbar gewesen sei, dass man sicher sein könnte, dass er sich bei der Zündung seiner Bombe nur selbst töten, sein Opfer aber unbeschadet lassen würde.

## Der Prozess gegen Tokats vermeintliche Hintermänner
Wie erwähnt, vermuteten die türkischen Behörden unmittelbar nach dem Attentat, dass dieser auf das Konto des sowjetischen Geheimdienstes ginge. Aufgrund der polizeilichen Ermittlungen kristallisierten sich rasch zwei Angehörige des sowjetischen Konsulats in Ankara, die angeblich in den Monaten vor dem Anschlag in Verbindung mit Tokat gestanden hatten, und denen vorgeworfen wurde, als Diplomaten getarnte Agenten des sowjetischen Geheimdienstes zu sein, als Hauptverdächtige heraus: George Pawlow, offiziell Archivar beim Konsulat, sowie Leonid Kornilow, offiziell Leiter der Transportabteilung bei der sowjetischen Handelsvertretung des Konsulats.
Um beide Männer zu ergreifen, wurde das sowjetische Konsulat – das als diplomatische Einrichtung als extraterritoriales Gebiet des sowjetischen Staates von türkischen Vollzugsorganen nicht betreten werden durfte – von der Polizei umstellt und systematisch belagert. Dies dauerte zwei Wochen an, bis Pawlow ausgeliefert wurde. Kornilow wurde bei dem Versuch, das Land zu verlassen, nahe der türkisch-sowjetischen Grenze ergriffen.
Außer den beiden Sowjet-Diplomaten wurden auch zwei jugoslawische Einwanderer, der Medizinstudent Abdurrahman Sayman und der Friseur Suleiman Sagol, verhaftet, denen ebenfalls eine Verstrickung in das Papen-Attentat zur Last gelegt wurde.
Im April 1942 wurden alle vier vor dem Schwurgericht Ankara als Organisatoren und Hintermänner des Anschlages vom 24. Februar angeklagt. Der Prozess, der sich unter dem Vorsitz des Richters Gabri Pasdasch, mit Unterbrechungen bis Mitte Juni hinzog, endete mit Schuldsprüchen für alle Angeklagten. Durch Urteil vom 17. Juni 1942 wurden die beiden Sowjet-Diplomaten aufgrund von Artikel 50 Absatz 4 des türkischen Strafgesetzes wegen unmittelbarer Beteiligung an einem Anschlag gegen das Leben einer dritten Person zu je zwanzig Jahren Zuchthaus, die beiden Jugoslawo-Türken zu je zehn Jahren Gefängnis wegen erwiesener Verbindung und Unterstützung des Attentäters verurteilt.